# Orzelec Duży
Orzelec Duży – wieś w Polsce położona w województwie świętokrzyskim, w powiecie staszowskim, w gminie Łubnice.
W 1565 roku wieś w powiecie wiślickim województwa sandomierskiego kupił od Olbrachta Łaskiego kasztelan rawski Stanisław Wolski. Wieś Orzelec Wielki wchodziła w 1662 roku w skład majętności łubnickiej Łukasza Opalińskiego. W latach 1975–1998 miejscowość administracyjnie należała do województwa tarnobrzeskiego.